# Gerimax Indah
Gerimax Indah is een bestuurslaag in het regentschap West-Lombok van de provincie West-Nusa Tenggara, Indonesië. Gerimax Indah telt 3972 inwoners (volkstelling 2010).